# 月丘千秋

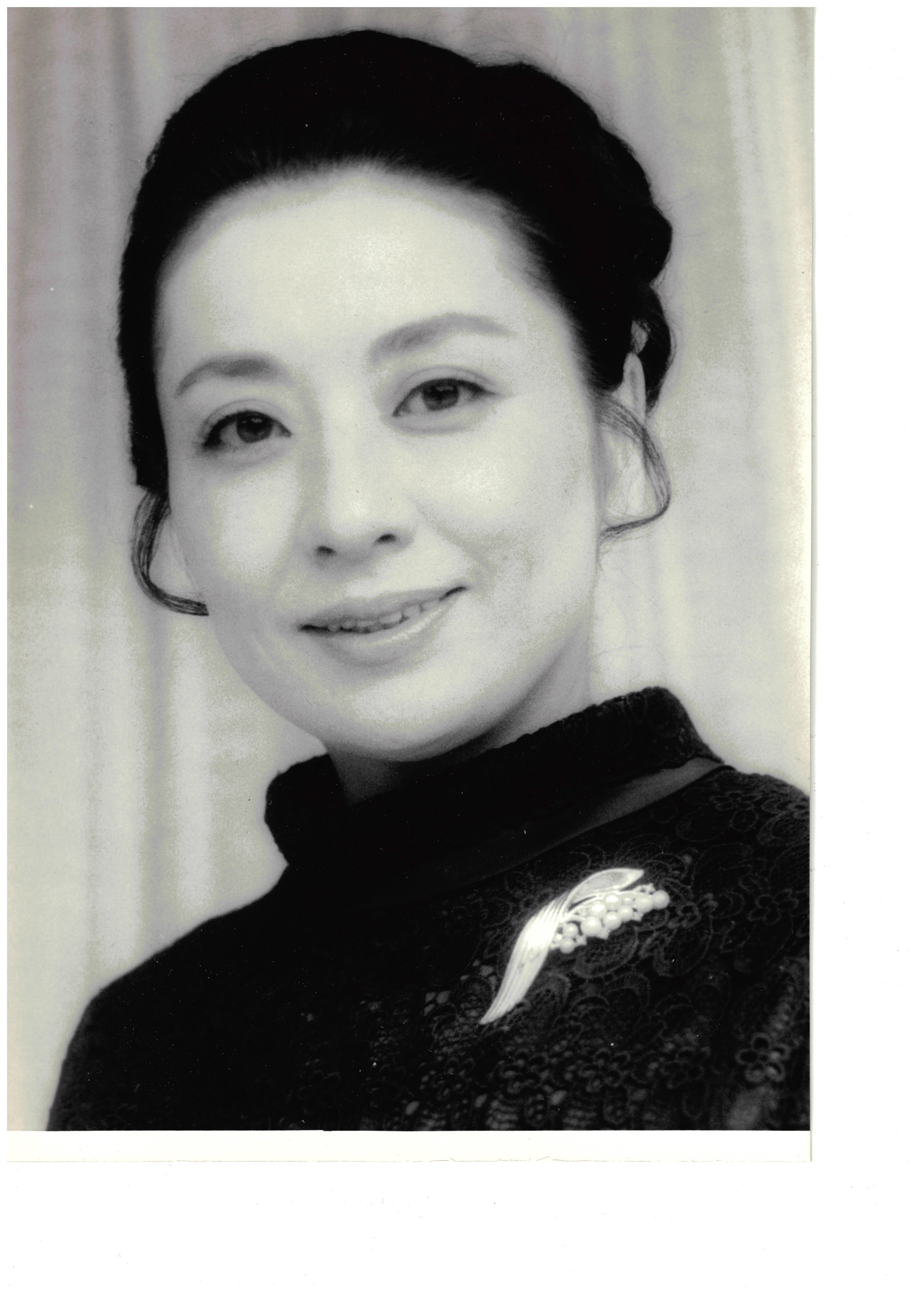
月丘千秋

月丘 千秋（つきおか ちあき、1925年3月20日 - 2015年5月10日）は、日本の女優。
本名：旭爪 菊江（ひのつめ きくえ）。実姉は女優の月丘夢路、実妹は月丘昌美（松竹映画「花ある星座」で共演）、義兄は映画監督の井上梅次。

## 来歴・人物
広島県広島市で薬局の娘として生まれる。1942年（昭和17年）に広島県立広島第一高等女学校（現・広島県立広島皆実高等学校）卒業後、姉の月丘夢路と同じ宝塚音楽歌劇学校（現・宝塚音楽学校）に入学する。1944年 宝塚音楽歌劇学校卒業。4月の初舞台直前に、宝塚大劇場は閉鎖、海軍予科練に接収され、舞台に立てないうちに退団。姉の夢路が、轟夕起子に誘われて、轟の夫のマキノ正博が所長をしていた松竹京都へ移籍すると同時に、月丘千秋として映画界に入る。芸名の月丘千秋は映画監督のマキノ正博が命名した。1947年『地獄の顔』で映画デビュー。同年、松竹映画『花ある星座』に姉の夢路、4歳の妹昌美と三姉妹で共演して話題を呼ぶ。1948年マキノ正博が設立したC・A・Cに入る。この頃、ヒロポン中毒に陥っていたマキノ正博を、事実上の夫の医師山口直とともに支える。1950年『殺陣師段平』（マキノ正博監督　東横）出演。1951年山口直と入籍。7月～11月　在米日系人の慰問公演に、姉夢路とともに渡米し、各地を廻る：ハワイ4島、ロサンゼルス、サンノゼ、フレズノ、サンフランシスコ、サクラメント、オークランド、ポートランド、シアトル、スポケーン、ソルトレイクシティ、デンバー、シカゴ、ニューヨーク。1953年　東映へ移籍。1954年『忠治外伝　火の車お万』（津田不二夫監督　東映）出演。1959年頃 テレビに活動の中心を移す。1988年　カトリック成城教会にてキリスト教に洗礼。
舞台は、新宿コマ劇場「島倉千代子ショー」や花登筺原作の芝居などに出演。
2013年には、フランスのアート系Webサイト"Les Chroniques Purple"で取り上げられた。

## 主な出演作品

### 映画
- 地獄の顔（1947年）
- 花ある星座（1947年）
- 女優須磨子の恋（1947年）
- 肉体の門（1948年）
- 幽霊暁に死す（1948年）
- 人間模様（1949年）
- 深夜の告白（1949年）
- 果てしなき情熱（1949年）
- あきれた娘たち（1949年）
- 人生選手（1949年）
- 殺陣師段平（1950年）－ 娘おきく
- 夜来香（1951年）
- いとし子と耐えてゆかむ（1952年）
- 夕焼け富士（1952年）
- 珍説忠臣蔵（1953年）
- 暁の市街戦（1953年）
- 子は誰のもの（1953年）
- 少年姿三四郎（1954年）
- 継母（1954年）
- 母を尋ねて幾山河（1954年）
- 忠治外伝　火の車お万（1954年）
- まぼろし怪盗図（1955年）
- 源義経（1955年） - あかね 役
- 母恋月夜（1956年）
- 愛の翼　お母さん行ってきます（1956年）
- さよなら港（1957年）
- 船頭姉妹（1957年）
- 鯨と斗う男（1957年）
- 少年探偵団　二十面相の復讐（1957年）
- 少年探偵団　夜光の魔人（1957年）
- おしどり駕籠（1958年）
- 曲馬団の娘（1958年）
- 非常線（1958年）
- おけさ姉妹（1958年）
- 点と線（1958年）
- 月光仮面　魔人の爪（1958年）
- 白い通り魔（1959年）
- 空は晴れたり（1959年）
- 第六の容疑者（1960年）
- 金づくり太閤記（1960年）
- 雪の喪章（1967年）
- 怪談 蛇女（1968年）
- 恋の季節（1969年）
- ごろつき無宿（1971年）

### テレビドラマ
- おとぼけ天使と娘達（1956年、KR）
- 東芝日曜劇場・黒い手袋（1959年、KR）
- 清水港は鬼でも笑う（1959年、NET）
- あの波の果てまで（1959年、NET）
- 文鳥（1961年、NHK）
- 人それを情死と呼ぶ（1961年、TBS）
- 青べか物語（1961年、CX）
- 半七捕物帳（1961年、NTV）
- 純白の夜（1961年、朝日テレビ）
- 松本清張シリーズ・黒の組曲 / 証言（1962年、NHK）
- 西陣の姉妹（1964年、NET）
- ライオン奥様劇場「愛染かつら」（1965年、CX）
- 特別機動捜査隊 第202話「栄光」（1965年、NET）
- 光速エスパー（1967年 - 1968年、NTV）
- 道頓堀（1968年、YTV）
- 大奥（1968年、KTV） - 佐野
- 奇妙な仲（1969年、TBS）
- S・Hは恋のイニシァル（1969年、TBS） - 羽佐間静子
- ワン・ツウ アタック!（1971年、東京12チャンネル） - 大西ユミエ
- 気になる嫁さん（1971年、NTV）
- 絵島生島 第2話「春らんまん」（1971年、東京12チャンネル） - おすめの方
- ありがとう 第2シリーズ 第28話（1972年8月3日、TBS） - 小林糸江 役
- 刑事くん 第1部 第53話「母と子の伝説」（1972年9月4日、TBS） - 杉田夫人
- 泣くな青春 第8話「若い命の詩」（1972年11月20日、CX）
- 江戸を斬る 梓右近隠密帳 第11話「小坊主剣客」（1973年、TBS） - つじ
- 水戸黄門（TBS / C.A.L）
  - 第5部 第23話「野望の代償 -唐津-」（1974年9月9日） - 滝山
  - 第8部 第24話「裏切り武士道 -宇和島-」（1977年12月26日） - ふく
  - 第9部 第2話「死を賭けた武士道 -いわき-」（1978年8月14日） - うめ
  - 第11部 第3話「悲願を賭けた砲術くらべ -米沢-」（1980年9月1日） - 塩川ハツ
  - 第15部 第30話「男度胸の木曽節仁義 -木曽福島-」（1985年8月19日） - お栄
- プレイガール 第277話「怪談 蝙蝠屋敷の怨霊」（1974年、東京12チャンネル / 東映） - 山本貞子
- バーディー大作戦 第32話「メスがオスを殺す瞬間! 」（1974年、TBS）
- あかんたれ（1976年、THK）－お秋（分家治三郎の妻）
- Gメン'75 （TBS）
  - 第101話「切り裂きジャック連続殺人事件」（1977年）
  - 第126話「南シナ海の殺し屋」（1977年）
  - 第127話「マカオの殺し屋」（1977年）
  - 第141話「団地奥様族の犯罪」（1978年）
  - 第168話「夏祭りの夜の悲劇」（1978年）
  - 第225話「少年野球チーム誘拐」（1979年）
  - 第267話「Gメン対世界最強の香港カラテ」（1980年）
  - 第268話「Gメン対世界最強の香港カラテII」（1980年）
  - 第328話「香港カラテVS赤い手裏剣の女」（1981年）
  - 第329話「香港カラテVS赤い手裏剣の女II」（1981年）
- 特捜最前線（ANB）
  - 第32話「殉職・涙と怒りの花一輪」（1977年） - 中川巡査の母
  - 第85話「死刑執行0秒前! 」（1978年）
  - 第101話「拳銃哀歌I・狼たちは跳んだ! 」・第102話「拳銃哀歌II・狼たちの決算! 」（1979年） - 田代徹の母
  - 第117話「落ちた手首が喋るとき! 」（1979年）
  - 第262話「紅い爪! 」（1982年）
- 砂の器（1977年） - 成瀬しず江
- 銭形平次 第619話「母子笛」（1978年、CX） - おまき
- ゆうひが丘の総理大臣 第5話「先生は先生で兄貴じゃない!」（1978年、NTV）
- 大空港 第1話「海外逃亡を阻止せよ!」（1978年、CX） - 沢井空港長の妻
- 新五捕物帳 第67話「悲恋おんな坂」（1979年、NTV）
- 土曜ワイド劇場「釣部渓三郎の推理(2)奥多摩殺人渓谷」（1982年、ANB）
- 海にかける虹〜山本五十六と日本海軍（1983年、TX） - 高野峯子
- 火曜サスペンス劇場 （NTV）
  - 「幻の女を探せ」（1983年）
  - 「描かれた女」（1985年）
- ザ・サスペンス「開き過ぎた扉」（1983年、TBS）

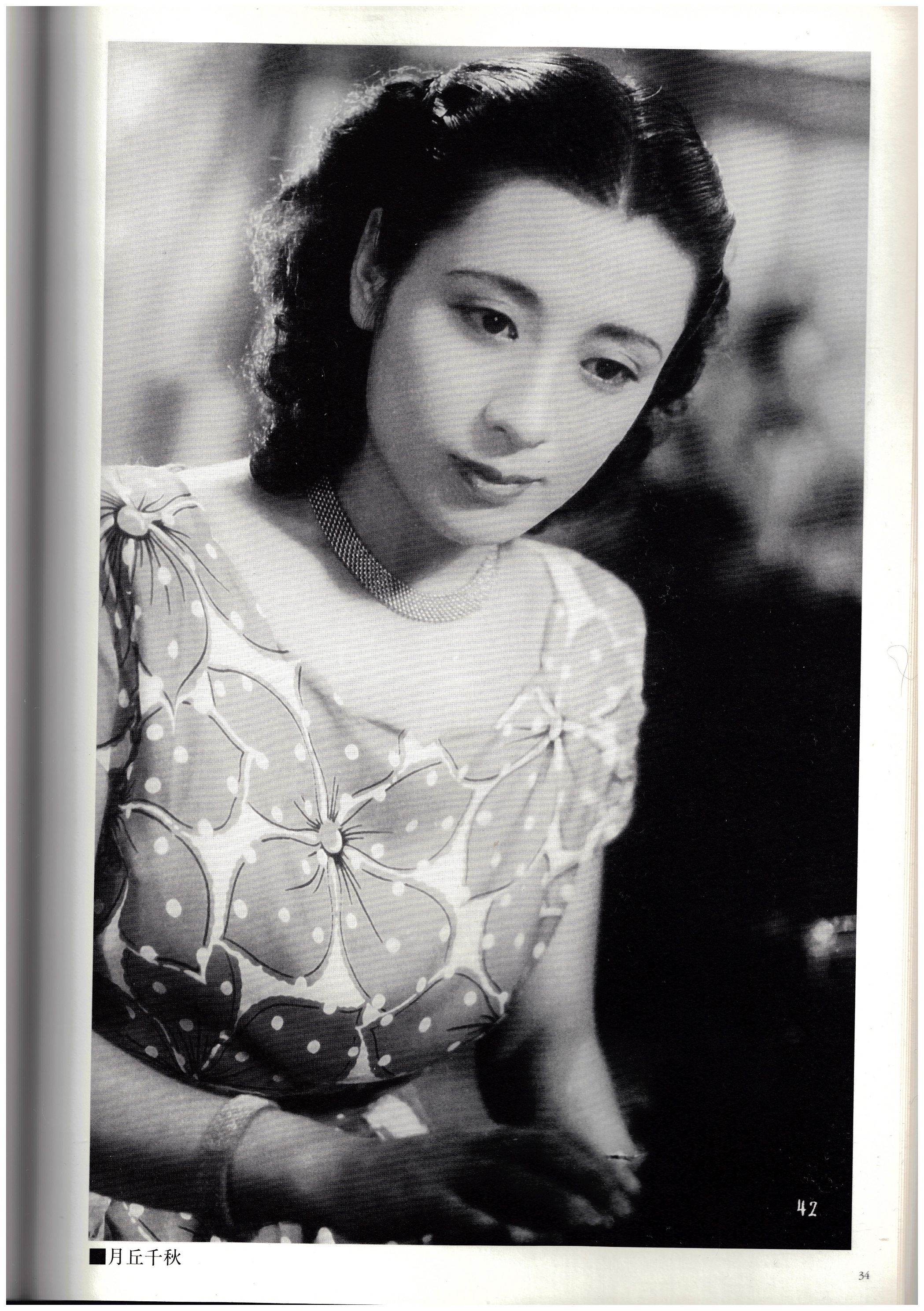
あきれた娘たち（1949年）
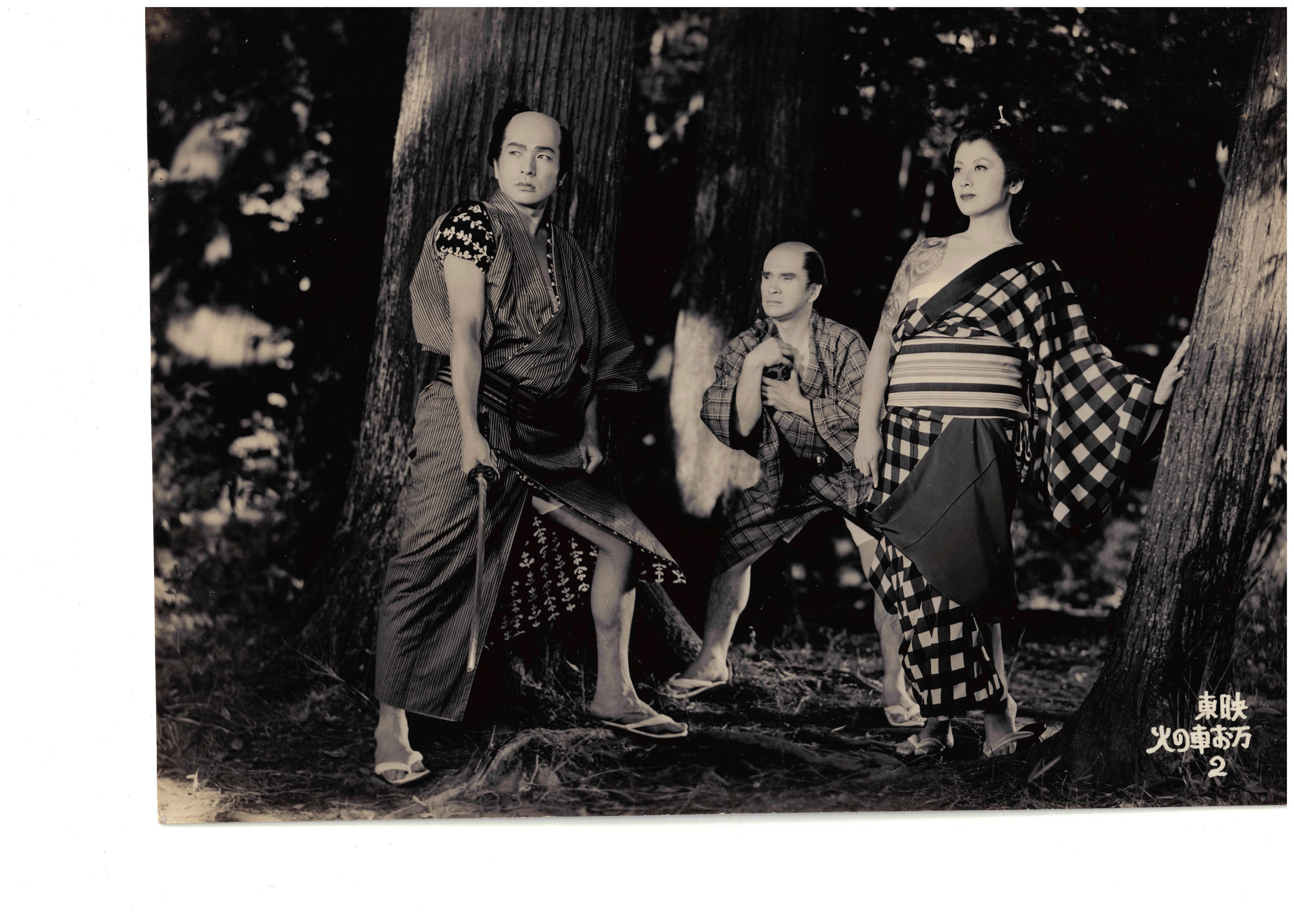
忠治外伝 火の車お万（1954年）